# Deltote walonga
Deltote walonga is een vlinder uit de familie van de uilen (Noctuidae). De wetenschappelijke naam van deze soort is voor het eerst voorgesteld door Hui-Lin Han en Vladimir Kononenko in een publicatie uit 2015. De soort is vernoemd naar de typelocatie, het dorp Walong in de provincie Yunnan in China, dat op een hoogte van 2400 meter ligt.
De soort komt voor in China (Yunnan).